# 也迪古
也迪古（1352年—1419年），白帐汗国曼吉特部首领。他也曾参与建立诺盖汗国。阿拉伯作家伊本.阿拉伯沙说他是汗国宫廷侍衛長。
他来自克里米亚曼吉特人，他父亲巴尔迪查克1378年被脱脱迷失杀害。他成为脱脱迷失手下后反对他主人。由1396年开始,他统治伏尔加河至烏拉尔河一地，即是诺盖汗国。
1397年他与帖木儿·忽格鲁特指挥金帐汗国军队，1399年在立陶宛伏尔斯卡拉河打败脱脱迷失。
1406年，在西伯利亚的秋明杀了脱脱迷失，1407年入侵伏尔加保加利亚。1408年入侵俄国，毁掉诺夫哥罗德、罗斯托夫，但攻不下莫斯科。两年后他被罷黜，逃亡花剌子模。沙哈鲁送他到萨萊復辟。1419年被脱脱迷失儿子合迪儿·别儿迪杀害，他的后人逃亡莫斯科，皈依东正教，成為俄國貴族。